# فهرست جاذبه‌های گردشگری پنانگ

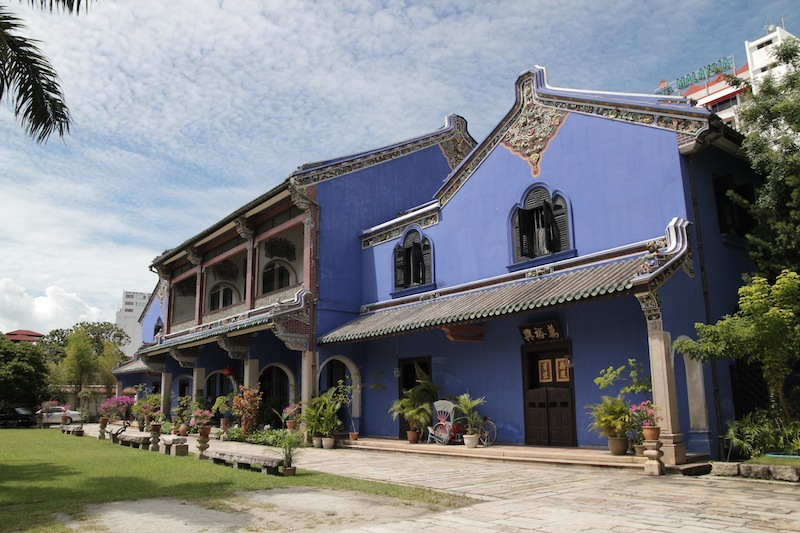
عمارت چئونگ فات زی

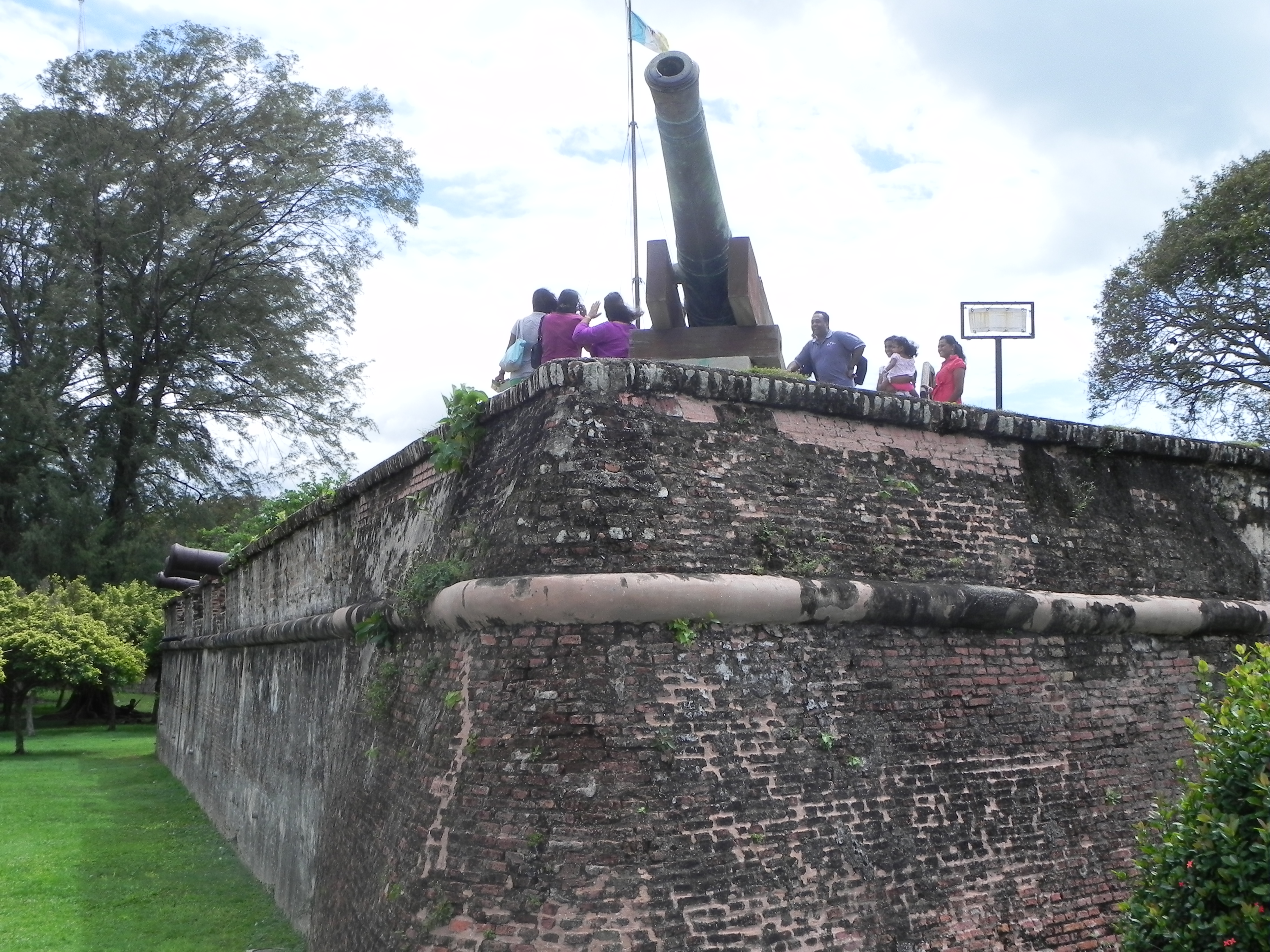
فورت کورن‌والیس

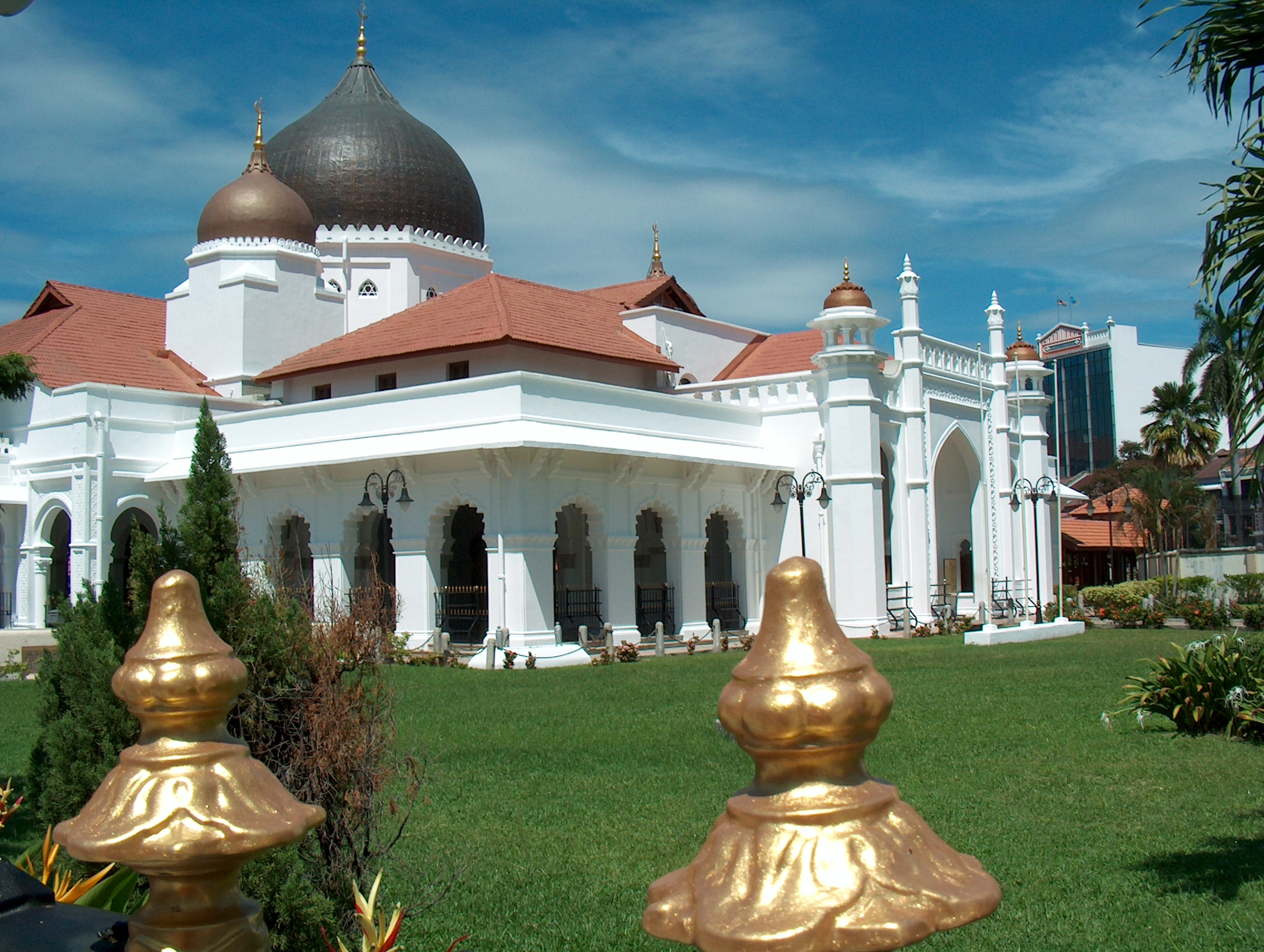
مسجد کاپیتان کلینگ

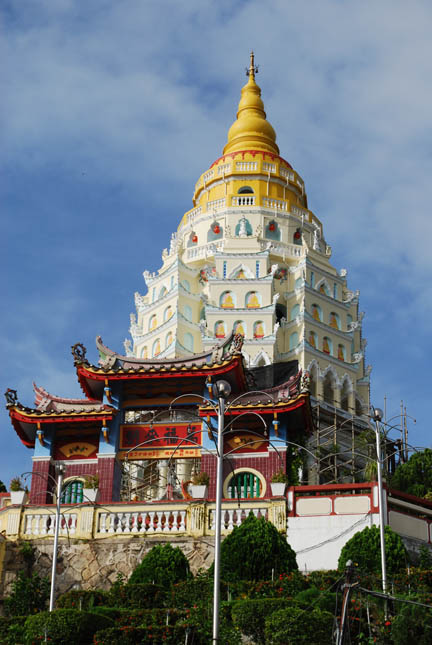
معبد کک لوک سی

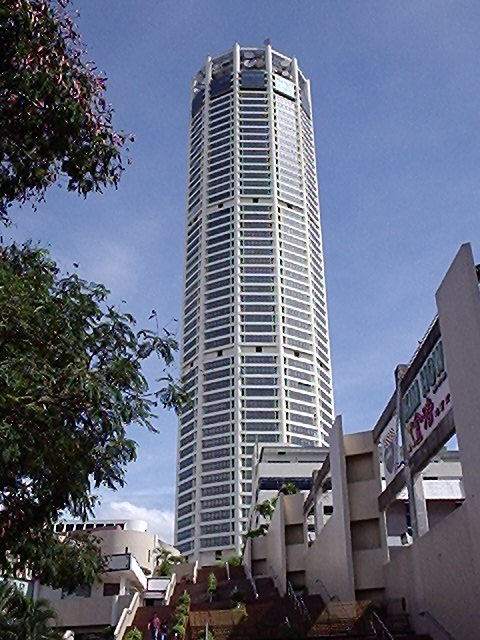
کومتار

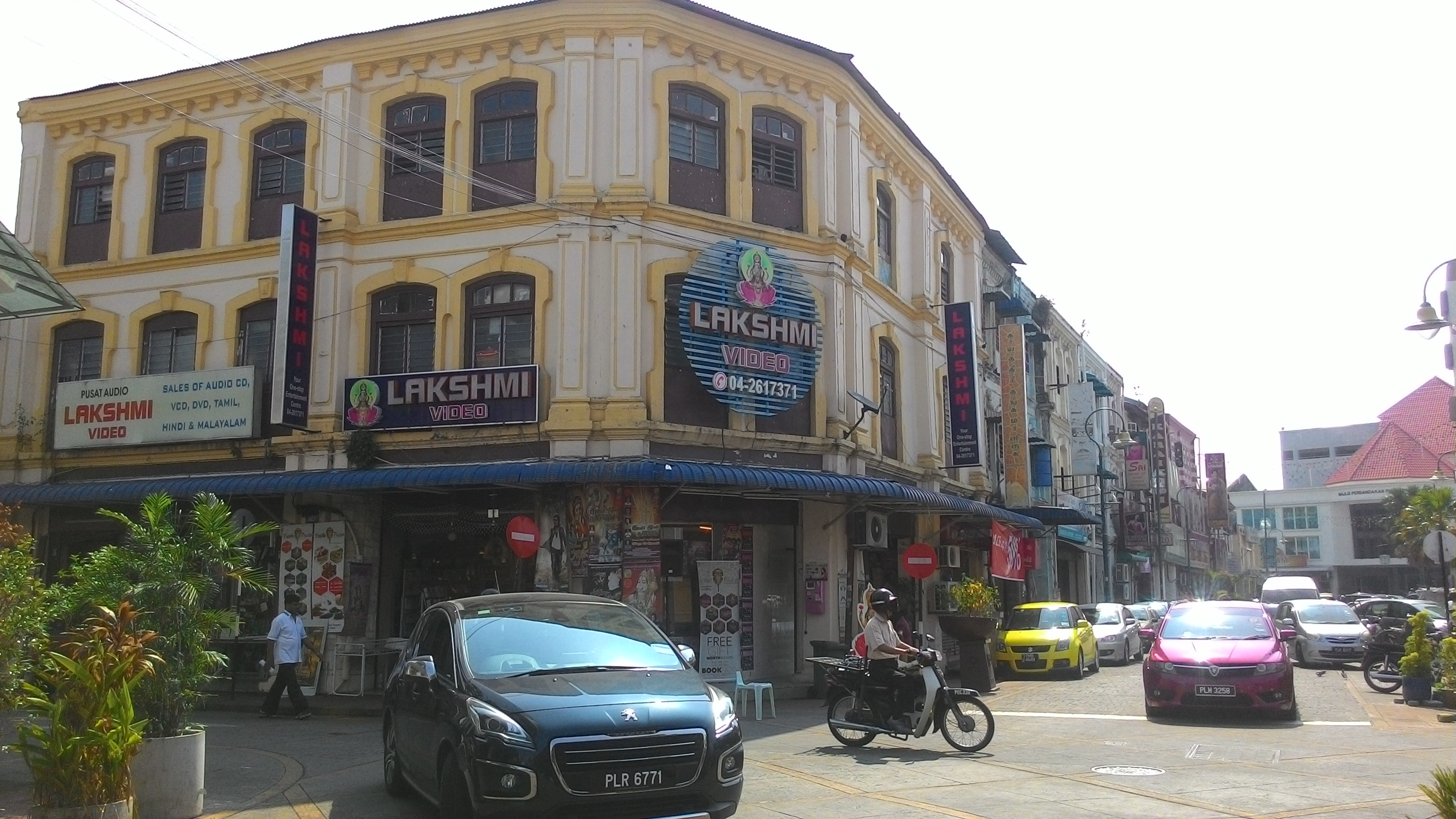
هند کوچک

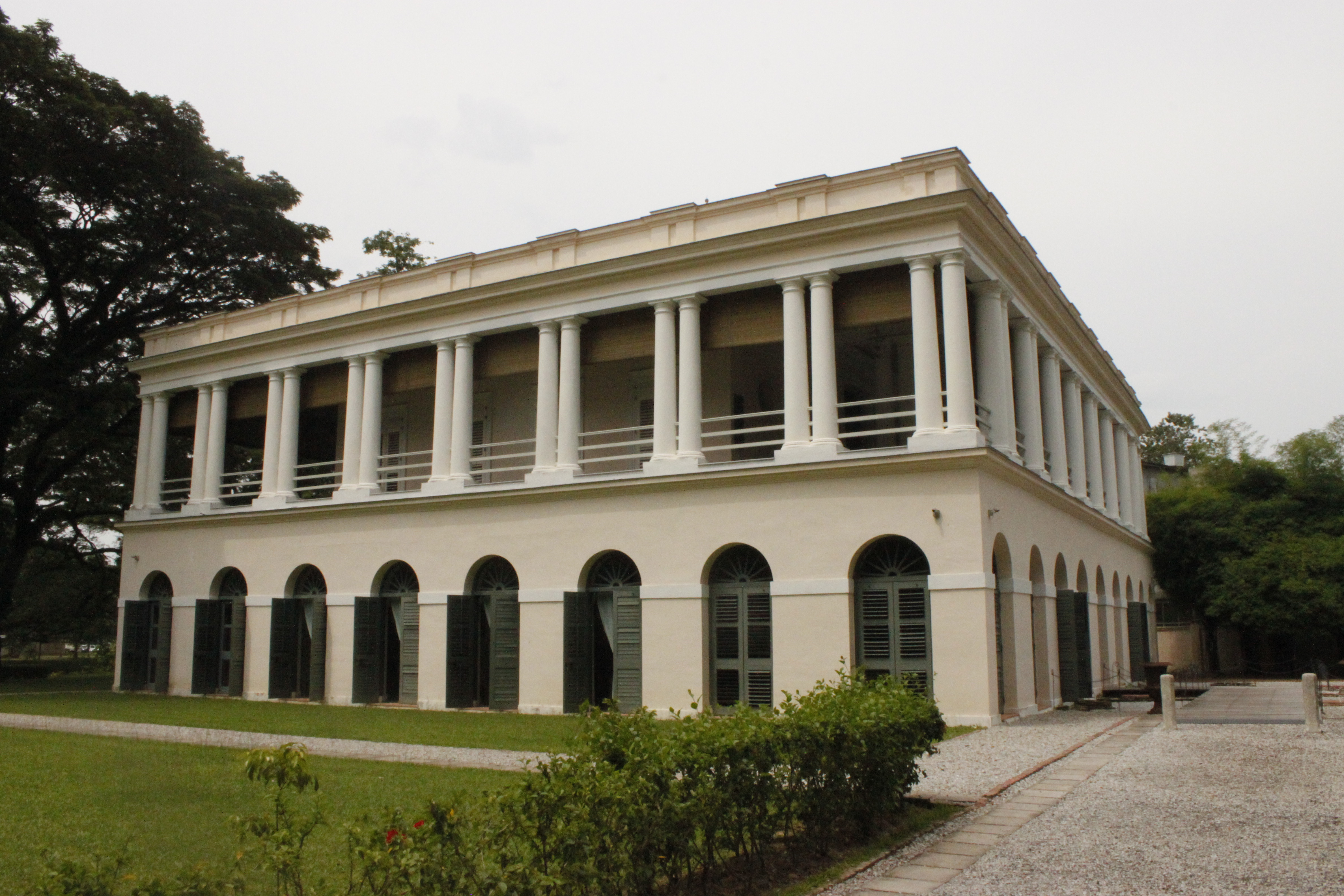
خانه سافک

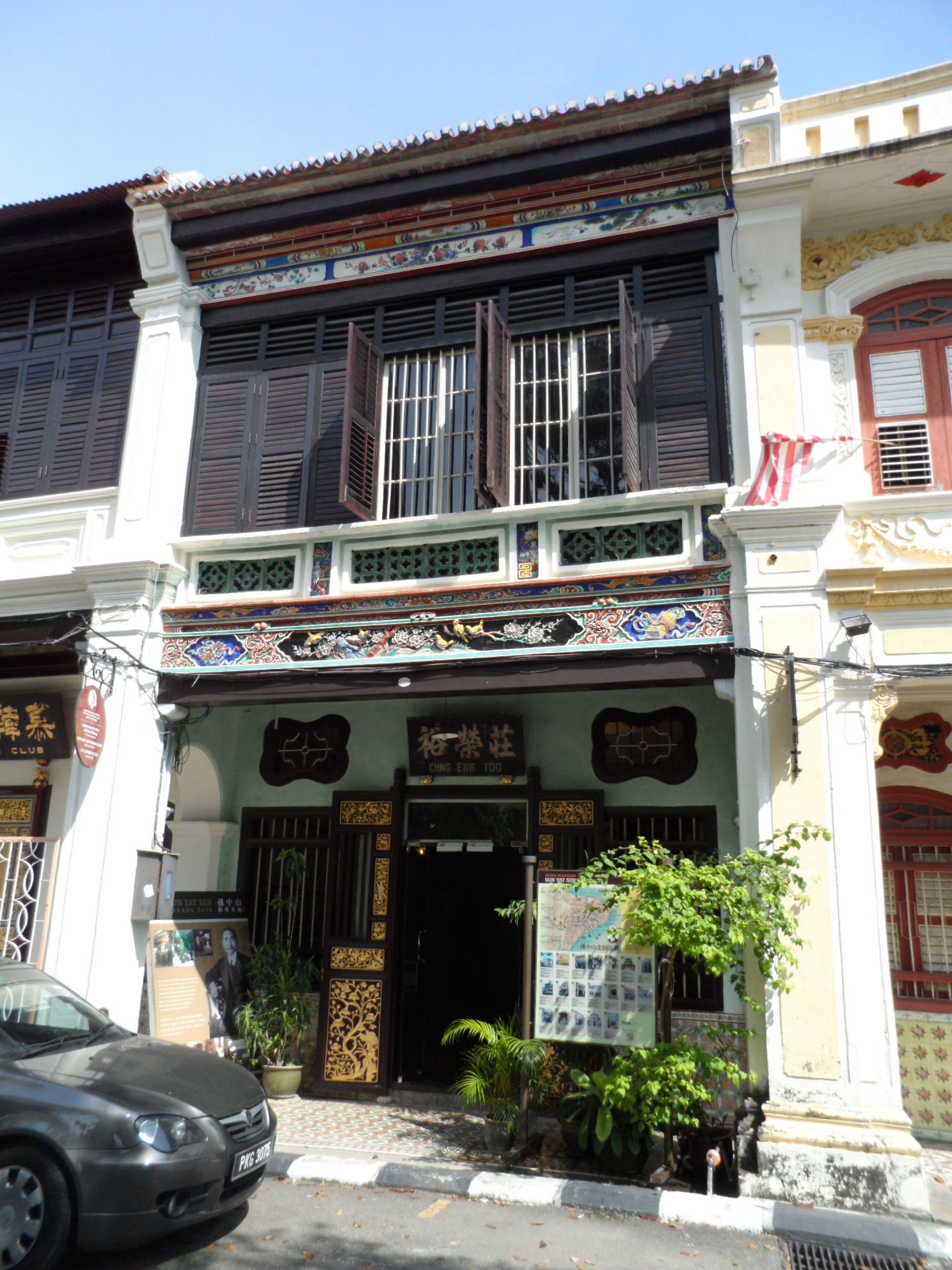
موزه سون یات سن

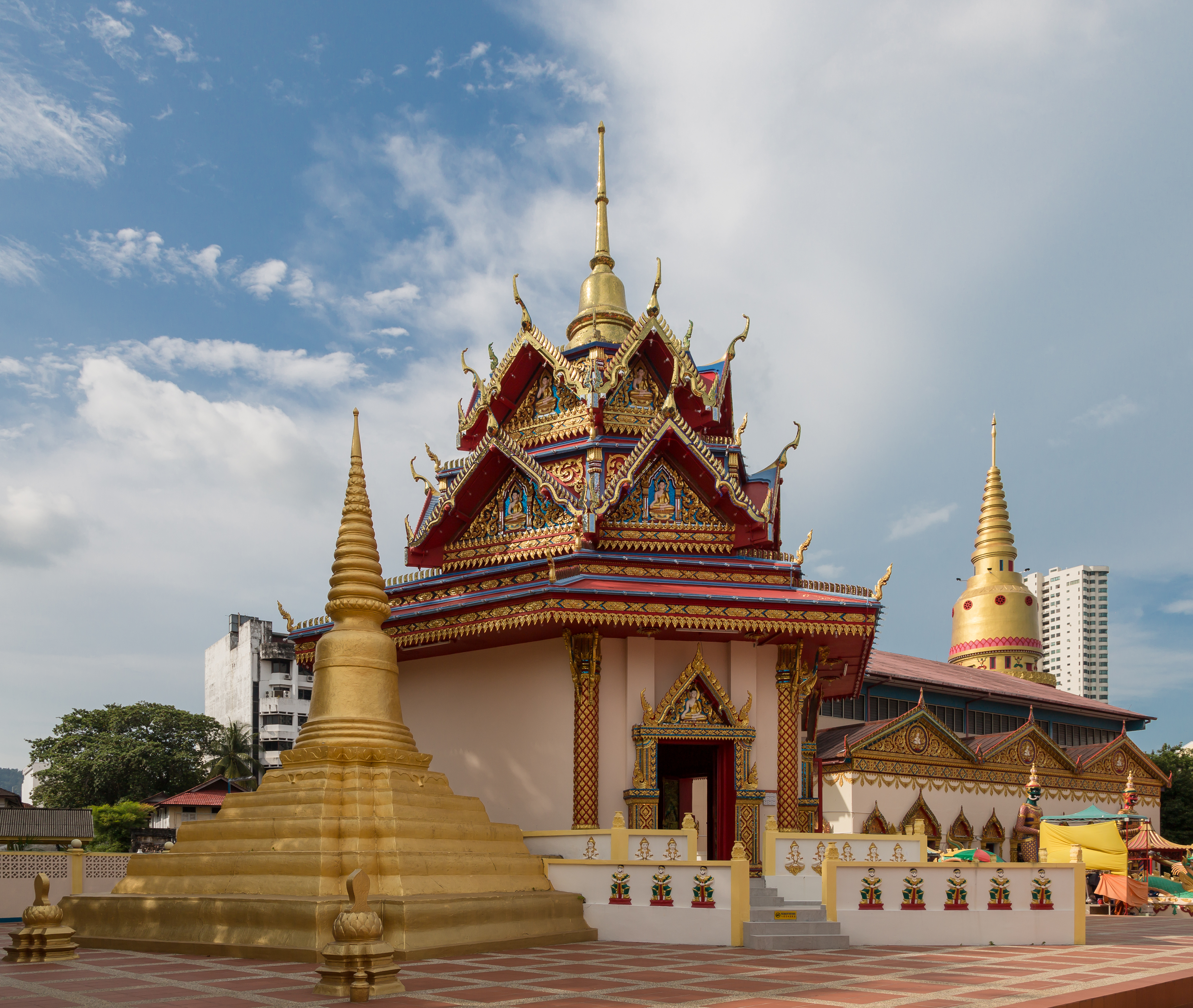
معبد چایامانکالارام

فهرست جاذبه‌های گردشگری پنانگ فهرستی از جاذبه‌های گردشگری در ایالت پنانگ، مالزی می‌باشد، ضمن اینکه جاذبه‌های گردشگری در پنانگ محدود به این موارد نیست.

## ساحل
- باتو فرینگی
- تانجونگ بونگا

## قلمرو فرهنگی دیگر کشورها
- هند کوچک

## مزرعه‌ها
- مزرعه میوه‌های گرمسیری

## گالری‌ها
- هین باس دیپات[۲]

## ارتفاعات
- پنانگ هیل
- ارتفاعات میرتاجم (پارک جنگلی بوکیت میرتاجم)

## ساختمان‌های تاریخی
- عمارت چئونگ فات زی
- سیتی هال
- هتل ایسترن و اورینتال
- انگ چوان تونگ تان کونگ سی
- فورت کورن‌والیس
- فانوس دریایی فورت کورن والیس
- دادگاه عالی پنانگ
- خانه هند
- خو کونگسی
- آرامگاه قدیمی پروتستان
- عمارت پینانگ پراناکان
- ساختمان مجلس ایالتی
- خانه سافک
- اقامت گاه
- تاون هال

## یادمان‌ها
- گور نمادین
- برج ساعت گرامیداشت ملکه ویکتوریا
- یادمان فرانسیس لایت

## موزه‌ها
- موزه تابلوهای نقاشی باتیک
- موزه دوربین
- موزه اسلامی پنانگ
- موزه اسباب بازی پنانگ
- موزه و گالری هنری ایالت
- موزه سون یات سن

## طبیعت
- باغ گیاه‌شناسی
- پارک ملی پنانگ
- سیتی پارک

## باغ وحش
- انتوپیا (باغ پروانه پنانگ)
- آکواریوم پنانگ
- پارک پرندگان پنانگ

## مکان‌های مذهبی
معبدهای بودایی
- معبد برمه‌ای دامیکاراما
- معبد چایامانکالارام
- معبد بوفارام
- معبد ماهینداراما
- کک لوک سی
- صومعه جنگلی نیبیندا

معبدهای تائویی/چینی
- معبد الهه رحمت
- معبد مار
- تین کونگ توا
- انگ چوان تونگ تان کونگ سی
- خو کونگسی

کلیساها
- کلیسای رحمت الهی
- کلیسای عروج
- کلیسای لقاح پاک
- کلیسای رستاخیز مسیح
- کلیسای جامع روح القدس
- کلیسای سنت آن
- کلیسای سنت جورج

معبدهای هندو
- معبد بالاتاندایوتاپانی
- معبد کاروماریامان
- معبد جالان بارو سری مانیسوارا
- معبد ناتوکوتای چتیار
- سری ماها ماریامان
- معبد سری ماهاماریامان

## مسجدها
- مسجد کاپیتان کلینگ
- مسجد آچه استریت
- مسجد ایالت

## مراکز خرید
- وان اس تی اونیو مال
- آل سیزنز
- دیزاین ویلیج
- سوپر مارکت&فروشگاه گاما
- گرنی پرگان
- گرنی پلازا
- کومتار
- ام مال
- تایمز اسکوئر پنانگ
- پرنگین مال
- کوئینزبای مال
- استریتس کی
- سان شاین اسکوئر
- سان وی کارنیوال مال
- اودینی اسکوئر

## پارک موضوعی
- پارک آرامش ذهن تلوک باهانگ

## جشنواره‌ها و مراسم مذهبی
- رژه چینگای
- سال نو چینی
- سالروز امپراتور جید یا تیان گونگ دان
- جشن فانوس
- سونگکران
- جشنواره چینگ مینگ
- روز بودا
- تایپوسام
- پونگال
- وایساخی
- عید حنا (مادر مریم)
- عید فطر
- عید قربان
- محرم (ماه)
- عید ارواح
- جشن نیمه پاییز
- دیوالی
- میلاد پیامبر
- کریسمس